# Erik Pieters
Erik Pieters (Tiel, 7 agosto 1988) è un calciatore olandese, difensore svincolato.

## Caratteristiche tecniche
Terzino sinistro mancino, dal rendimento costante, bravo in marcatura. Rapido nel chiudere il gioco avversario, è capace anche di arrivare al fondo della fascia per crossare ed è in possesso di una buona forza fisica.

## Carriera

### Club
Cresciuto nell'Utrecht, a 20 anni si trasferisce al PSV. Il 28 giugno 2013 passa dal PSV allo Stoke City, squadra inglese, per 3,6 milioni di euro. Colleziona 190 presenze e 3 gol in campionato in cinque anni e mezzo e nel gennaio 2019 passa in prestito all'Amiens.
L'8 luglio dello stesso anno viene ceduto al Burnley per 3,5 milioni di euro.

### Nazionale
Ha esordito in nazionale maggiore nel 2010.

## Statistiche

### Presenze e reti nei club
Statistiche aggiornate al 13 marzo 2021.
| Stagione          | Squadra           | Campionato        | Campionato | Campionato | Coppe nazionali | Coppe nazionali | Coppe nazionali | Coppe continentali | Coppe continentali | Coppe continentali | Altre coppe | Altre coppe | Altre coppe | Totale | Totale |
| Stagione          | Squadra           | Comp              | Pres       | Reti       | Comp            | Pres            | Reti            | Comp               | Pres               | Reti               | Comp        | Pres        | Reti        | Pres   | Reti   |
| ----------------- | ----------------- | ----------------- | ---------- | ---------- | --------------- | --------------- | --------------- | ------------------ | ------------------ | ------------------ | ----------- | ----------- | ----------- | ------ | ------ |
| 2006-2007         | Utrecht           | ED                | 20+2       | 0          | CO              | 0               | 0               | -                  | -                  | -                  | -           | -           | -           | 22     | 0      |
| 2007-2008         | Utrecht           | ED                | 31+2       | 2+0        | CO              | 1               | 0               | Int                | 2                  | 0                  | -           | -           | -           | 36     | 2      |
| Totale Utrecht    | Totale Utrecht    | Totale Utrecht    | 51+4       | 2+0        |                 | 1               | 0               |                    | 2                  | 0                  |             | -           | -           | 58     | 2      |
| 2008-2009         | PSV               | ED                | 17         | 0          | CO              | 2               | 0               | UCL                | 3                  | 0                  | SO          | 1           | 0           | 23     | 0      |
| 2009-2010         | PSV               | ED                | 27         | 0          | CO              | 4               | 0               | UEL                | 11                 | 0                  | -           | -           | -           | 42     | 0      |
| 2010-2011         | PSV               | ED                | 31         | 0          | CO              | 4               | 0               | UEL                | 13                 | 0                  | -           | -           | -           | 48     | 0      |
| 2011-2012         | PSV               | ED                | 16         | 0          | CO              | 2               | 0               | UEL                | 7                  | 0                  | -           | -           | -           | 25     | 0      |
| 2012-2013         | PSV               | ED                | 2          | 0          | CO              | 0               | 0               | UEL                | 0                  | 0                  | SO          | 0           | 0           | 2      | 0      |
| Totale PSV        | Totale PSV        | Totale PSV        | 93         | 0          |                 | 12              | 0               |                    | 34                 | 0                  |             | 1           | 0           | 140    | 0      |
| 2013-2014         | Stoke City        | PL                | 36         | 1          | FACup+CdL       | 2+1             | 0               | -                  | -                  | -                  | -           | -           | -           | 39     | 1      |
| 2014-2015         | Stoke City        | PL                | 31         | 0          | FACup+CdL       | 0+1             | 0               | -                  | -                  | -                  | -           | -           | -           | 32     | 0      |
| 2015-2016         | Stoke City        | PL                | 35         | 0          | FACup+CdL       | 1+5             | 0               | -                  | -                  | -                  | -           | -           | -           | 41     | 0      |
| 2016-2017         | Stoke City        | PL                | 36         | 0          | FACup+CdL       | 1+2             | 0               | -                  | -                  | -                  | -           | -           | -           | 39     | 0      |
| 2017-2018         | Stoke City        | PL                | 31         | 0          | FACup+CdL       | 0+1             | 0               | -                  | -                  | -                  | -           | -           | -           | 32     | 0      |
| 2018-gen. 2019    | Stoke City        | FLC               | 21         | 2          | FACup+CdL       | 1+1             | 0               | -                  | -                  | -                  | -           | -           | -           | 23     | 2      |
| Totale Stoke City | Totale Stoke City | Totale Stoke City | 190        | 3          |                 | 16              | 0               |                    | -                  | -                  |             | -           | -           | 206    | 3      |
| gen.-giu. 2019    | Amiens            | L1                | 15         | 1          | CF+CdL          | 0+0             | 0               | -                  | -                  | -                  | -           | -           | -           | 15     | 1      |
| 2019-2020         | Burnley           | PL                | 24         | 0          | FACup+CdL       | 2+0             | 2               | -                  | -                  | -                  | -           | -           | -           | 26     | 2      |
| 2020-2021         | Burnley           | PL                | 18         | 0          | FACup+CdL       | 2+3             | 0               | -                  | -                  | -                  | -           | -           | -           | 23     | 0      |
| Totale Burnley    | Totale Burnley    | Totale Burnley    | 42         | 0          |                 | 7               | 2               |                    | -                  | -                  |             | -           | -           | 49     | 2      |
| Totale carriera   | Totale carriera   | Totale carriera   | 391+4      | 6+0        |                 | 36              | 2               |                    | 36                 | 0                  |             | 1           | 0           | 468    | 8      |

### Cronologia presenze e reti in nazionale
| Cronologia completa delle presenze e delle reti in nazionale ― Paesi Bassi | Cronologia completa delle presenze e delle reti in nazionale ― Paesi Bassi | Cronologia completa delle presenze e delle reti in nazionale ― Paesi Bassi | Cronologia completa delle presenze e delle reti in nazionale ― Paesi Bassi | Cronologia completa delle presenze e delle reti in nazionale ― Paesi Bassi | Cronologia completa delle presenze e delle reti in nazionale ― Paesi Bassi | Cronologia completa delle presenze e delle reti in nazionale ― Paesi Bassi | Cronologia completa delle presenze e delle reti in nazionale ― Paesi Bassi |
| Data                                                                       | Città                                                                      | In casa                                                                    | Risultato                                                                  | Ospiti                                                                     | Competizione                                                               | Reti                                                                       | Note                                                                       |
| -------------------------------------------------------------------------- | -------------------------------------------------------------------------- | -------------------------------------------------------------------------- | -------------------------------------------------------------------------- | -------------------------------------------------------------------------- | -------------------------------------------------------------------------- | -------------------------------------------------------------------------- | -------------------------------------------------------------------------- |
| 11-8-2010                                                                  | Donec'k                                                                    | Ucraina                                                                    | 1 – 1                                                                      | Paesi Bassi                                                                | Amichevole                                                                 | -                                                                          | 46’                                                                        |
| 3-9-2010                                                                   | Serravalle                                                                 | San Marino                                                                 | 0 – 5                                                                      | Paesi Bassi                                                                | Qual. Euro 2012                                                            | -                                                                          |                                                                            |
| 8-10-2010                                                                  | Chișinău                                                                   | Moldavia                                                                   | 0 – 1                                                                      | Paesi Bassi                                                                | Qual. Euro 2012                                                            | -                                                                          |                                                                            |
| 12-10-2010                                                                 | Amsterdam                                                                  | Paesi Bassi                                                                | 4 – 1                                                                      | Svezia                                                                     | Qual. Euro 2012                                                            | -                                                                          |                                                                            |
| 17-11-2010                                                                 | Amsterdam                                                                  | Paesi Bassi                                                                | 1 – 0                                                                      | Turchia                                                                    | Amichevole                                                                 | -                                                                          |                                                                            |
| 9-2-2011                                                                   | Eindhoven                                                                  | Paesi Bassi                                                                | 3 – 1                                                                      | Austria                                                                    | Amichevole                                                                 | -                                                                          |                                                                            |
| 25-3-2011                                                                  | Budapest                                                                   | Ungheria                                                                   | 0 – 4                                                                      | Paesi Bassi                                                                | Qual. Euro 2012                                                            | -                                                                          |                                                                            |
| 29-3-2011                                                                  | Amsterdam                                                                  | Paesi Bassi                                                                | 5 – 3                                                                      | Ungheria                                                                   | Qual. Euro 2012                                                            | -                                                                          | 64’                                                                        |
| 4-6-2011                                                                   | Goiânia                                                                    | Brasile                                                                    | 0 – 0                                                                      | Paesi Bassi                                                                | Amichevole                                                                 | -                                                                          |                                                                            |
| 8-6-2011                                                                   | Montevideo                                                                 | Uruguay                                                                    | 1 – 1 (4 – 3 dtr)                                                          | Paesi Bassi                                                                | Amichevole                                                                 | -                                                                          |                                                                            |
| 2-9-2011                                                                   | Eindhoven                                                                  | Paesi Bassi                                                                | 11 – 0                                                                     | San Marino                                                                 | Qual. Euro 2012                                                            | -                                                                          |                                                                            |
| 6-9-2011                                                                   | Helsinki                                                                   | Finlandia                                                                  | 0 – 2                                                                      | Paesi Bassi                                                                | Qual. Euro 2012                                                            | -                                                                          |                                                                            |
| 7-10-2011                                                                  | Rotterdam                                                                  | Paesi Bassi                                                                | 1 – 0                                                                      | Moldavia                                                                   | Qual. Euro 2012                                                            | -                                                                          |                                                                            |
| 11-10-2011                                                                 | Stoccolma                                                                  | Svezia                                                                     | 3 – 2                                                                      | Paesi Bassi                                                                | Qual. Euro 2012                                                            | -                                                                          |                                                                            |
| 29-2-2012                                                                  | Londra                                                                     | Inghilterra                                                                | 2 – 3                                                                      | Paesi Bassi                                                                | Amichevole                                                                 | -                                                                          | 46’                                                                        |
| 7-6-2013                                                                   | Giacarta                                                                   | Indonesia                                                                  | 0 – 3                                                                      | Paesi Bassi                                                                | Amichevole                                                                 | -                                                                          | 46’                                                                        |
| 11-6-2013                                                                  | Pechino                                                                    | Cina                                                                       | 0 – 2                                                                      | Paesi Bassi                                                                | Amichevole                                                                 | -                                                                          | 46’                                                                        |
| 4-9-2014                                                                   | Bari                                                                       | Italia                                                                     | 2 – 0                                                                      | Paesi Bassi                                                                | Amichevole                                                                 | -                                                                          | 63’                                                                        |
| Totale                                                                     |                                                                            | Presenze                                                                   | 18                                                                         |                                                                            | Reti                                                                       | 0                                                                          |                                                                            |

## Palmarès

### Club

#### Competizioni nazionali
- Supercoppa dei Paesi Bassi: 2

PSV: 2008, 2012
- Coppa dei Paesi Bassi: 1

PSV: 2011-2012

### Nazionale
- Campionato d'Europa Under-21: 1

2007